# Bill Klein
William G. „Bill“ Klein (* 1948 in Chicago, Illinois) ist ein US-amerikanischer Unternehmer und Pokerspieler.

## Persönliches
Klein verdiente sein Geld als Eigentümer eines Herstellungsunternehmens von Mörtel, der u. a. an Baumarktketten wie Home Depot vertrieben wurde. Die Firma hatte 14 Werke mit insgesamt rund 1400 Mitarbeitern. Im Jahr 2005 wurde bei Klein Kehlkopfkrebs diagnostiziert und er verkaufte das Unternehmen. Seitdem ist er im Ruhestand und verbringt seine Freizeit vorrangig mit dem Spielen von Golf und Poker. Klein lebt in Laguna Hills.

## Pokerkarriere
Klein spendet bei allen Turnieren, die er spielt, seine Gewinne oder die Höhe des Buy-ins an wohltätige Zwecke.
Seine erste Geldplatzierung bei einem Live-Turnier erzielte Klein Anfang Juni 2008 bei der World Series of Poker (WSOP) im Rio All-Suite Hotel and Casino am Las Vegas Strip. Dort kam er bei einem Event der Variante No Limit Hold’em in die Geldränge. Im Mai 2012 belegte er beim Super-High-Roller-Event der World Poker Tour im Hotel Bellagio am Las Vegas Strip den mit über 260.000 US-Dollar dotierten fünften Platz. Bei der WSOP 2015 erreichte der Amerikaner beim teuersten Event auf dem Turnierplan, dem High Roller for One Drop mit einem Buy-in von 111.111 US-Dollar, den Finaltisch. Dort musste er sich lediglich im Heads-Up dem Kanadier Jonathan Duhamel geschlagen geben und belegte den zweiten Platz. Dafür erhielt Klein das bisher höchste Preisgeld seiner Pokerkarriere von knapp 2,5 Millionen US-Dollar, das er an die Orangewood Children’s Foundation und das Shea Center for Therapeutic Riding spendete. Anfang Juli 2016 wurde er beim Bellagio High Roller ebenfalls Zweiter und erhielt knapp 320.000 US-Dollar. Von November 2015 bis Juni 2017 erzielte der Amerikaner darüber hinaus insgesamt sieben Geldplatzierungen bei Turnieren im Aria Resort & Casino am Las Vegas Strip, die ihm Preisgelder von knapp einer Million US-Dollar einbrachten. Im selben Casino gewann er im Mai 2021 ein 25.000 US-Dollar teures Event mit einer Siegprämie von 324.000 US-Dollar. Bei der mittlerweile im Horseshoe Las Vegas und Paris Las Vegas ausgespielten WSOP 2023 wurde Klein beim 50.000 US-Dollar teuren High Roller Zweiter und erhielt knapp eine Million US-Dollar.
Insgesamt hat sich Klein mit Poker bei Live-Turnieren mehr als 7 Millionen US-Dollar erspielt. Er spielte darüber hinaus bei der siebten Staffel des US-amerikanischen Fernsehformats High Stakes Poker.